# Marlon Perea
Marlon José Perea Cárdenas (Iquitos, 11 de febrero de 2003) es un futbolista peruano. Juega como delantero y su equipo actual es el Deportivo Coopsol de la Liga 2 de Perú.
Nacido y criado en la ciudad de Iquitos, a los 13 años se radicó en Lima, donde el Sporting Cristal accedió a disciplinarlo tras su traslado a la capital. Después de una rápida progresión a través del Equipo de Reservas del Club Sporting Cristal proclamándose campeón del Torneo de Promoción en tres oportunidades, fue ascendido al primer equipo.

## Trayectoria

### Club Sporting Cristal

#### Ascenso al primer equipo (2022-presente)
A inicios de enero, Perea fue promovido al primer equipo, mencionando: "Mi objetivo es quedarme". Tras ser ascendido, Perea disputó la Copa Libertadores Sub-20, debutó el 5 de febrero frente al Club Blooming, anotando y asistiendo en la victoria por 4-0. En el siguiente encuentro por la fase de grupos perdió con un resultado de 7-1 ante Independiente del Valle, Perea asistió a Gilmar Paredes para el único gol de Sporting Cristal. Su equipo quedó eliminado del torneo internacional tras una goleada frente al Caracas FC, Marlon anotó el único gol mediante un penalti.

## Estadísticas

### Clubes
| Club                  | Div.          | Temporada     | Liga  | Liga  | Liga   | Copas | Copas | Copas  | Internacional | Internacional | Internacional | Total | Total | Total  | Media goleadora |
| Club                  | Div.          | Temporada     | Part. | Goles | Asist. | Part. | Goles | Asist. | Part.         | Goles         | Asist.        | Part. | Goles | Asist. | Media goleadora |
| --------------------- | ------------- | ------------- | ----- | ----- | ------ | ----- | ----- | ------ | ------------- | ------------- | ------------- | ----- | ----- | ------ | --------------- |
| Sporting Cristal Perú |               |               |       |       |        |       |       |        |               |               |               |       |       |        |                 |
| 1.ª                   | 2022          | 0             | 0     | 0     | -      | -     | -     | -      | -             | -             | 0             | 0     | 0     | 0,00   |                 |
| Total club            | Total club    | 0             | 0     | 0     | 0      | 0     | 0     | 0      | 0             | 0             | 0             | 0     | 0     | 0,00   |                 |
| Total carrera         | Total carrera | Total carrera | 0     | 0     | 0      | 0     | 0     | 0      | 0             | 0             | 0             | 0     | 0     | 0      | 0,00            |
|                       |               |               |       |       |        |       |       |        |               |               |               |       |       |        |                 |